# Badminton bei den Nationalspielen von Taiwan
Bei den Nationalspielen von Taiwan werden im Badminton fünf Einzeldisziplinen und zwei Teamwettbewerbe ausgetragen. Badminton steht seit der ersten Edition im Programm der Nationalspiele.

## Die Titelträger
| Jahr | Herreneinzel     | Dameneinzel     | Herrendoppel                   | Damendoppel                    | Mixed                         | Herrenteam | Damenteam |
| ---- | ---------------- | --------------- | ------------------------------ | ------------------------------ | ----------------------------- | ---------- | --------- |
| 1999 | Fung Permadi     | Huang Chia-chi  | Huang Shih-chung Lee Sung-yuan | Tsai Hui-min Chen Li-chin      | Lin Wei-hsiang Chen Wan-ju    | Kaohsiung  | Taoyuan   |
| 2001 | Fung Permadi     | Huang Chia-chi  | Liu En-hung Chen Qinjian       | Tsai Hui-min Chen Li-chin      | Lin Wei-hsiang Chen Wan-ju    | Kaohsiung  | Taoyuan   |
| 2003 | Chien Yu-hsiu    | Huang Chia-chi  | Lin Wei-hsiang Tsai Chia-hsin  | Cheng Wen-hsing Chien Hsui-lin | Tseng Kuan-yi Teng Tao-chun   | Kaohsiung  | Taoyuan   |
| 2005 | Chien Yu-hsiu    | Chang Hsin-yun  | Lin Yu-lang Chen Hung-ling     | Cheng Wen-hsing Chien Hsui-lin | Lee Wei-jen Cheng Wen-hsing   | Kaohsiung  | Taoyuan   |
| 2007 | Liao Sheng-shiun | Chiu Yi-ju      | Tsai Chia-hsin Fang Chieh-min  | Chien Yu-chin Hung Shih-chieh  | Hu Chung-shien Chien Yu-chin  | Kaohsiung  | Taoyuan   |
| 2009 | Hsueh Hsuan-yi   | Pai Hsiao-ma    | Chen Hung-ling Lin Yu-lang     | Chien Yu-chin Hung Shih-chieh  | Wu Chun-wei Chien Yu-chin     | Kaohsiung  | Taoyuan   |
| 2011 | Chou Tien-chen   | Cheng Chi-ya    | Su Yi-neng Wu Chun-wei         | Chiang Kai-hsin Wu Fang-chien  | Tsai Chia-hsin Chien Hsui-lin | Tainan     | Kaohsiung |
| 2013 | Wang Tzu-wei     | Chen Hsiao-huan | Tsai Chia-hsin Fang Chieh-min  | Cheng Wen-hsing Wu Ti-jung     | Huang Chu-en Cheng Wen-hsing  | Kaohsiung  | Taipeh    |
| 2015 | Wang Tzu-wei     | Tai Tzu-ying    | Liao Min-chun Lee Sheng-mu     | Wu Fang-chien Chiang Kai-hsin  | Lu Chia-bin Wang Pei-rong     | Taipeh     | Kaohsiung |
| 2017 | Wang Tzu-wei     | Tang Wan-yi     | Lee Sheng-mu Liao Min-chun     | Lin Xiao-min Chang Ching-hui   | Yang Po-hsuan Yang Ching-tun  | Taipeh     | Kaohsiung |
| 2019 | Lin Yu-hsien     | Chen Su-yu      | Lee Fang-jen Lee Fang-chih     | Hung Shih-han Pai Yu-po        | Lin Chia-yu Wu Ti-jung        | Taipeh     | Taoyuan   |
| 2021 | Lee Chia-hao     | Hsu Wen-chi     | Liao Min-chun Lin Yong-sheng   | Lee Chia-hsin Teng Chun-hsun   | Ye Hong-wei Lee Chia-hsin     | Taipeh     | Kaohsiung |
| 2023 | Wang Po-wei      | Lin Hsiang-ti   | Chang Ko-chi Po Li-wei         | Chang Ching-hui Lin Xiao-min   | Po Li-wei Chang Ching-hui     | Taipeh     | Kaohsiung |